# Illinois (reka)
Reka Illinois (Miami-Illinoisko: Inoka Siipiiwi) je glavni pritok reke Mississippi in je dolga približno 439 km. Reka, ki se nahaja v ameriški zvezni državi Illinois, odvaja vodo z velikega dela osrednjega Illinoisa z drenažnim bazenom, ki meri 28.456,6 kvadratnih milj (74.479 km2) 74.749 km2 (28.861 sq mi). Povodje sega v Wisconsin, Indiano in manjši delež tudi v jugozahodni Michigan. Reka je bila med Indijanci in zgodnjimi francoskimi trgovci pomembna kot glavna vodna pot, ki je povezovala Velika jezera z Mississippijem. Francoske kolonialne naselbine so v 17. in 18. stoletju ob teh rekah tvorile osrčje območja, danes znanega kot Illinois. Po izgradnji kanala Illinois, Michigan ter kanala Hennepin v 19. stoletju se je vloga reke kot povezave med Michiganskim jezerom in Mississippijem podaljšala v dobo modernega rečnega ladijskega prometa.

## Zgodovina
Dolina reke Illinois je že dolgo pomembna prometna pot za civilizacije. Portaže med reko Des Plaines in Chicagom ter rekama Kankakee in St. Joseph so indijanskim prebivalcem, Evropejcem in pozneje Američanom omogočale dostop med Velika jezera in porečjem Mississippija. Prva evropska prisotnost na tem območju je bila jezuitska misija, ki jo je leta 1675 ustanovil oče Jacques Marquette na bregovih Illinoisa nasproti Starved Rock v Veliki vasi Illinoisa blizu današnje Utike. Konfederacija Illinois je bila glavni prebivalci doline. Marquette je o reki zapisal: »Nismo videli nič takega kot ta reka, v katero vstopamo, glede rodovitnosti tal, prerij in gozdov; govedo, los, jelenjad, divjad, divjad, labod, raca, papagaj in celo bober. Obstaja veliko majhnih jezer in rek. To, po čemer smo pluli, je široko, globoko in še vedno za 65 lig.

## Hidrografija
Reko Illinois tvori sotočje reke Kankakee in reke Des Plaines v vzhodnem okrožju Grundy, približno 16 kilometrov jugozahodno od Jolieta. Ta reka teče zahodno čez severni Illinois, mimo Morrisa in Ottawe, kjer se ji pridružita reki Mazon in Fox. Pri LaSalle se reki Illinois pridruži reka Vermilion, nato pa teče zahodno mimo Perua in Spring Valley. V jugovzhodnem okrožju Bureau zavije proti jugu na območje, znano kot "Veliki ovinek", ki teče jugozahodno čez zahodni Illinois, mimo Lacona, Henryja in središča mesta Peoria, glavnega mesta na reki. Južno od Peorije gre reka Illinois do vzhodne Peorije in Creve Coeurja ter nato do Pekina v okrožju Tazewell. Nato se ji pridruži reka Mackinaw in nato preide skozi Nacionalno zatočišče za divje živali Chautauqua. Čez Havano se Illinoisu pridruži reka Spoon, ki prihaja iz okrožja Fulton, nasproti Browninga pa reka Sangamon, ki poteka skozi glavno mesto zvezne države Springfield v Illinoisu. Reka La Moine se vanjo izliva približno pet kilometrov (8 km) jugozahodno od Beardstowna, ki je južno od Peorije in Pekina ter severozahodno od Lincolna in Springfielda. V bližini sotočja Illinoisa z reko La Moine zavije proti jugu in teče približno vzporedno z Mississippijem čez jugozahodni Illinois. Potok Macoupin se pridruži Illinoisu na meji med okrožjema Greene in Jersey, približno 15 km (24 km) gorvodno od sotočja z reko Mississippi. Zadnjih 32 km njenega toka je Illinois od reke Mississippi ločen le približno 8 km od polotoka zemlje, ki tvori okrožje Calhoun. Illinois se pridruži Mississippiju pri Graftonu, približno 40 km severozahodno od centra St. Louis in približno 32 km gorvodno od sotočja reke Missouri in Mississippija.

## Geologija
Južno od Hennepina reka Illinois sledi starodavnemu toku reke Mississippi. Illinojski oder je pred približno 300.000 do 132.000 leti blokiral Mississippi blizu Rock Islanda in ga preusmeril v sedanji kanal. Po taljenju ledenika se je reka Illinois stekla v starodavni kanal. Kanal Hennepin približno sledi starodavnemu kanalu Mississippi gorvodno od Rock Islanda.
Sodobni kanal reke Illinois je v nekaj dneh oblikoval hudournik Kankakee. Med taljenjem ledenika Wisconsin pred približno 10.000 leti je v današnji Indiani nastalo jezero, primerljivo z enim od sodobnih Velikih jezer. Jezero je nastalo za končno moreno podstopa tega ledenika. Tajanje ledu na severu je sčasoma dvignilo gladino jezera, tako da je preplavilo moreno. Jez je počil in ves prostor jezera je bil sproščen v zelo kratkem času, morda nekaj dneh.

Reka Illinois zaradi načina nastanka teče skozi globok kanjon s številnimi skalnimi formacijami. Ima "premalo izkoriščen kanal", ki je veliko večji, kot bi bil potreben za zadrževanje kakršnega koli možnega toka v sodobnem času.
- Poplavljanje vzdolž reke
- Pozni oktober 2009 (pred poplavo)
- Zgodnji november 2009 (tekom poplave)